# آهن(III) فسفات
آهن(III) فسفات، (به انگلیسی: Iron(III) phosphate) همچنین فسفات فریک، یک ترکیب معدنی با فرمول شیمیایی FePO4 است. چهار پلی‌مورف از FePO4 بی آب تا حالا شناخته شده است. علاوه بر این دو پلی‌مورف از دی هیدرات FePO4·(H2O)2 نیز شناخته شده است. این مواد به عنوان مواد کاتدی بالقوه در باتری‌ها بکار برده می‌شود.

## ساختار
رایج‌ترین شکل FePO4 از ساختار α-کوارتز تبعیت می‌کند. به این ترتیب، این ماده از چهار وجهی آهن (III) و سایت‌های فسفات تشکیل شده است. به این ترتیب P و Fe دارای هندسه مولکولی چهار وجهی هستند. در فشارهای بالا، تغییر فاز به یک ساختار متراکم تر با مراکز آهن هشت وجهی تبدیل می‌شود. دو ساختار ارتورومبیک و یک فاز مونوکلینیک نیز شناخته شده است. در دو چند شکلی دی هیدرات، مرکز آهن هشت وجهی با دو لیگاند آبی متقابل سیس است.

## معدنی
استرنژیت شکل معدنی فسفات آهن هیدراته است.

## قانون گذاری
فسفات آهن(III) به عنوان ماده افزودنی غذا در اتحادیه اروپا مجاز نیست. در سال ۲۰۰۷ این ترکیب از فهرست مواد مجاز در دستورالعمل 2002/46/EC خارج شده است.